# Wolfgang Welsch
 (novembre 2016).
Si vous disposez d'ouvrages ou d'articles de référence ou si vous connaissez des sites web de qualité traitant du thème abordé ici, merci de compléter l'article en donnant les références utiles à sa vérifiabilité et en les liant à la section « Notes et références ».
Wolfgang Welsch, né le 5 mars 1944 à Berlin, est un publiciste et politologue allemand. Dissident de la RDA et résistant contre la dictature du SED en République démocratique allemande, il est emprisonné. Il voit sa liberté rachetée par l'Allemagne de l'Ouest qui l'accueille en tant que réfugié politique. En 1981, il parvient à échapper à plusieurs tentatives d'assassinat par des agents du ministère de la Sécurité d'État (Stasi) alors qu'il habite en République fédérale d'Allemagne,,.

## Biographie
Welsch est chrétien. Il grandit dans une maison familiale de Berlin-Est. Pendant sa scolarité, il prend des cours d'art dramatique. Il étudie avec Wolf Biermann au théâtre des ouvriers et des étudiants de Berlin (Berliner Arbeiter- und Studententheater). Après son obtention du baccalauréat, il est diplômé du Conservatoire d'art dramatique de Marie Borchardt (de). Il reçoit des engagements au Deutsche Film AG et au Deutsches Theater de Berlin, ainsi qu'un contrat à la télévision allemande.

### Résistant en RDA
Après une tentative échouée de fuite de la RDA à Boizenburg le 22 mai 1964, Wolfgang Welsch est condamné à dix ans de détention. Il purge sa peine dans la prison de Pankow (Stasi-Gefängnis Berlin-Pankow), puis dans la prison de Bautzen et dans la maison d'arrêt du Brandebourg. Il est alors brutalisé par des membres du ministère chargé de la Sécurité de l'État (la Stasi) et par d'autres prisonniers de Bautzen. En 1966, sur l'initiative de l'avocat Wolfgang Vogel, Welsch est relâché. Il refuse une offre de partir en RFA car il a pour projet de tourner un film à partir de ses expériences et du système de la RDA. (Titre de travail  « Discite moniti » ).[réf. nécessaire]
Il commence à travailler comme assistant au Deutsche Film AG et à tourner, parallèlement avec deux amis, un documentaire contre le régime du SED. Pour son documentaire, il utilise ses propres enregistrements, effectués en détention grâce à l'aide de sa mère. Le ministère chargé de la sécurité de l'État prend alors connaissance de ces activités. À nouveau arrêté, il est condamné à cinq ans de détention pour haute trahison.[réf. nécessaire]
Après cette deuxième arrestation, Welsch veut raconter son expérience. Il a vécu la torture en passant par l'isolation et les simulacres d’exécution pour le faire passer aux aveux. Il a survécu à huit jours et nuits vêtu seulement de sous-vêtements dans une « cellule de glace », dans des conditions de froid extrême. Lors de l'audience, après la proclamation du jugement, Welsch reproche au procureur les méthodes utilisées dans les prisons, les qualifiant comme venant du troisième Reich, rappelant qu'elles avaient transformé un citoyen de RDA en un ennemi public bien plus fort.[réf. nécessaire]
En 1971, Welsch fait partie des prisonniers politiques qui sont « rachetés » par Willy Brandt et passe alors en RFA. Il reprend ses études, notamment de science politique et de sociologie à l'université Liebig-Justus de Giessen. Il obtient, en Angleterre, un doctorat en 1977 avec une thèse sur le ministère de la Sécurité d'État de RDA. Le titre de sa thèse est Méthodes de travail, planification des tâches et des objectifs au ministère de la Sécurité d'État de la RDA.

### Réseau de passage hors de RDA et tentative de meurtre
En même temps, Welsch met en place une organisation d'aide aux citoyens est-allemands souhaitant fuir la RDA. Elle aurait, selon lui, permis à 220 personnes d'émigrer. Il favorise en particulier l'émigration de personnalités qualifiées, telles que des médecins, scientifiques, dans le but avoué de porter également par là préjudice à la RDA.
Les activités de son réseau lui valent d'être victime d'attentats élaborés par Erich Mielke. Dans un premier temps, une bombe est placée dans sa voiture en Allemagne de l'Ouest. Welsch est blessé mais survit à la charge explosive. Après cette tentative échouée, un tireur d'élite, jusqu'alors bon ami de Welsch, et engagé par le MfS, tente de le tuer à bord d'un train. Il échappe, par chance, encore une fois à la mort.[réf. nécessaire]

Enfin, en 1981, Haack et Welsch et sa famille partent en vacances en Israël. Haack doit alors empoisonner Welsch avec du thallium, un poison rare, sans goût et inodore. Il lui donne une dose mortelle plusieurs fois dans des boulettes de viande faites à la main. La fille de Welsch en mange à peine, et sa femme vomit abondamment le soir même, ce qui leur permet de rester indemnes. Welsch quant à lui survit après avoir subi d'intenses souffrances pendant des mois. Des toxicologues de l'Allemagne de l'Ouest établissent la cause de l'intoxication à la suite d'un examen de laboratoire. Après cet incident, Haack disparaît. C'est seulement après la chute du mur de Berlin que Welsch découvrit la vérité sur Haack, qui était en fait un collaborateur de la Stasi et vivait sous un faux nom en Allemagne de l'Ouest.[réf. nécessaire]
La Stasi avait l'habitude de ce genre de pratique afin de tuer ceux qui parvenait à atteindre Berlin-ouest, comme dans le cas de Bernd Moldenhauer (de), une personne avec laquelle Bernd entretenait des relations étroites devenu par ordre de la Stasi, un meurtrier. [réf. nécessaire]
L'épouse de Welsch, qui l'aidait dans l’organisation des fuites, révéla les noms et les détails importants de l'organisation dans ses déclarations, après leur arrestation pour complicité de fuite à la frontière des services publics bulgares.[réf. nécessaire]

### Après la chute du mur
Peu après la chute du mur de Berlin, les coupables[Qui ?] sont arrêtés, puis condamnés en 1994. Haack est reconnu comme auteur de la tentative d'empoisonnement et est condamné en 1994 à six ans et demi de prison pour tentative de meurtre. Le général de division du MfS, Heinz Fiedler (de), se pend, le 15 décembre 1993 dans sa cellule.[réf. nécessaire]
La réunification de l'Allemagne ne met pas fin à la persécution de Welsch : de nouvelles menaces de mort le suivent puisqu'il avait porté plainte contre ses assassins et leurs commanditaires. La justice ne croit pas à ce danger et ne le protège pas. Par conséquent, Welsch s’exile de 1992 jusqu'à 1994 à l'étranger, au Costa Rica entre autres. Il rentre ensuite en Allemagne et vit comme auteur libre et publiciste à Sinsheim.[réf. nécessaire]
Ses livres Der Stich des Skorpion (La Piqûre du scorpion) et Ich war Staatsfeind Nr. 1 (J'étais l'ennemi public numéro 1) sont, en 2004, adaptés à la télévision allemande ou bien au théâtre. Cependant, beaucoup de ses livres sont critiqués car certains passages et certains détails sont considérés comme improbables,. Ainsi, quelques journalistes auraient considéré Welsch comme étant peu digne de confiance et rêveur, car la Stasi aurait été — selon eux — incapable de telles horreurs.[réf. nécessaire]